# Pityeja histrionaria
Pityeja histrionaria är en fjärilsart som beskrevs av Herrich-Schäffer 1853. Pityeja histrionaria ingår i släktet Pityeja och familjen mätare. Inga underarter finns listade i Catalogue of Life.